# 愛のエアリエル
『愛のエアリエル』 （ 英： The Gymnast ）は、2006年に製作されたアメリカの映画。
日本では、2007年（第16回）東京国際レズビアン&ゲイ映画祭（7月13日・15日）にて日本初上映。また、2007年（第3回）関西 Queer Film Festival（7月22日）にて上映された。

## キャスト
- ジェーン・ホーキンス：ドレヤ・ウェーバー
- セリーナ
- ジュリアン：アンドリュー・エイブルソン